# Reserva Natural de Timmase
A Reserva Natural de Timmase é uma reserva natural localizada no condado de Võru, na Estónia.
A área da reserva natural é de 386 hectares.
A área protegida foi fundada em 2004 para proteger valiosos tipos de habitat e espécies ameaçadas em Juba (freguesia de Võru) e na aldeia de Tsirgupalu (freguesia de Rõuge).